# Коріаніно
Коріаніно (італ. Corianino) — село (італ. curazia) у державі Сан-Марино. Територіально належить до муніципалітету Фаетано.
Розташоване в центральній частині муніципалітету.